# محمد خرمشاهی (نویسنده)
محمد خرمشاهی (۱۲۹۰ ساوه – ۲۳ فروردین ۱۳۹۶) نویسنده، روزنامه‌نگار، طنزپرداز و شاعر ایرانی بود.

## زندگی
او از سن دوازده‌سالگی فعالیت خود را آغاز کرد و با بیش از ۹۰ روزنامه و مجله از جمله نشریه توفیق و مجله گل‌آقا همکاری داشت. عبارات معروفی مثل «در خانه ما رونق اگر نیست صفا هست» یا «چوب خدا صدا ندارد» یا «چه توفیقی از این بهتر که خلقی را بخندانی؟» از اوست.
خرمشاهی ۲۳ فروردین ۱۳۹۶ در سن ۱۰۶ سالگی بر اثر سکته مغزی درگذشت.

## کتاب‌ها
- دیوان خرم
- شیخ شنگول
- دنیای شادی‌ها
- مجموعه گل‌ها